# Lešukonskoe
Lešukonskoe (in russo Лешуконское?) è un villaggio situato nell'oblast' di Arcangelo, nella Russia nord-occidentale, centro amministrativo del distretto Lešukonskij.
Si trova alla confluenza del fiume Vaška nel Mezen'.